# Pelargonium keeromsbergense
Pelargonium keeromsbergense är en näveväxtart som beskrevs av M.Becker och F.Albers. Pelargonium keeromsbergense ingår i släktet pelargoner, och familjen näveväxter. Inga underarter finns listade i Catalogue of Life.